# Пригожин Йосип Ігорович
Йосип Ігорович Пригожин (нар.. 2 квітня 1969, Махачкала, Дагестанська АРСР, Російська РФСР, СРСР) — російський музичний продюсер співачки Валерії, Вахтанга Кікабідзе, Миколи Носкова, Олександра Маршала, Авраама Руссо, Крістіни Орбакайте, Дідюлі та багатьох інших. Засновник рекорд-лейбла NOX Music, організатор російських музичних фестивалів, концертів, телевізійних програм.
Внесений до «чистилища» бази «Миротворець». З 7 січня 2023 року перебуває під санкціями РНБО за антиукраїнську діяльність.

## Життєпис
Народився 2 квітня 1969 року в Махачкалі.
Змішаного ашкеназького і горського єврейського походження. Батько — Ігор Матвійович Пригожин (1938—1990), мати — Дінара Якубівна Пригожина (нар. 1940). Свою трудову діяльність розпочав у 12 років — працював перукарем, у 16 років приїхав до Москви. У комсомол не вступав.
У 1986 році закінчив московську вечірню школу № 87 на Ізмайловському бульварі. Займався в театрі-студії «Гамма». Потім була перша спроба вступити до ГІТІС.
У 1994 році вступив до ГІТІС імені Анатолія Луначарського. Отримав вищу освіту, закінчивши у 2000 році інститут за спеціальністю «театрознавець-менеджер».
У 1987—1990 роках працював тур-менеджером концертних програм. Одночасно сам співав на естраді, випустив аудіокасету із записом своїх пісень.
З 1988 року почав гастрольне життя — організував понад 1,5 тисячі концертів всією територією колишнього СРСР. За його словами, залишив кар'єру виконавця, бо не знайшов образ, який міг би зацікавити публіку.
У 1989 році — адміністратор і організатор першого показу моделей Валентина Юдашкіна в московському Театрі естради. Продюсерський дебют Пригожина відбувся в 1991 році, коли на каналі «Останкіно» вийшли в ефір організоване ним «Супершоу-1991» і телевізійна програма «Клуб Т». У 1992 році за порадою свого друга звернув увагу на співачку Sona і став її продюсером. Того ж року продюсував музичне шоу, присвячене чемпіонату Європи з мотоболу в місті Видне.
У 1993 році виступив ініціатором створення Фонду «Отчий дім», який очолював до 1995 року. До складу Опікунської ради фонду увійшли Архієпископ Солнєчногорський Сергій, Головний муфтій Росії Равіль Гайнутдін, Головний рабин Росії Адольф Шаєвич, народні артисти СРСР Тихон Хрєнников, Олександра Пахмутова, Йосип Кобзон, Людмила Зикіна, Махмуд Есамбаєв, вчені, юристи. Благодійний Фонд допомагав соціально незахищеним верствам російського населення, привертав увагу громадськості до становища біженців з ближнього зарубіжжя і вимушених переселенців.
У 1996 році був продюсером концерту, присвяченого Дню незалежності Грузії, а також ювілейних концертів, присвячених 50-річчю творчої діяльності Людмили Зикіної та 10-річчю гурту «А'Студіо», перших сольних концертів Тетяни Буланової в Театрі естради, премії «Золотий грамофон» (1996—1998). Був виконавчим продюсером святкового концерту, присвяченого триріччю ОРТ (1998), урочистого концерту на честь святкування Дня 8 березня (1999).
У травні 1999 року — продюсер церемонії закладення зірки народного артиста Грузії Вахтанга Кікабідзе на «Площі зірок» на честь 60-річчя артиста.
Створив одну з найбільших аудіокомпаній Росії «ОРТ-Рекордз». З червня 1997 року по липень 1999 року Йосип Пригожин — генеральний продюсер компанії, а з березня 1998 року по червень 1999 року — генеральний директор. За підсумками 1998 року, «ОРТ-Рекордз» була удостоєна Національної музичної премії «Овація» в номінації «Найкраща звукозаписна компанія». За кілька місяців роботи «ОРТ-Рекордз» були видані альбоми Йосипа Кобзона, Льва Лещенка, Вахтанга Кікабідзе, Олександра Маршала, Миколи Носкова, Кріса Кельмі, груп «А'Студіо», «На-На», «Сплин», «Божья коровка», «Отпетые мошенники», «Шао? Бао!», «2x2», Маші Распутіної, Олексія Глизіна, Євгена Осіна, Валерія Дідюлі, Валерія Сюткіна, Олександра Сєрова, Олени Свиридової.
У 1998 році удостоєний премії «Овація» як найкращий продюсер року. У тому ж році журнал «Компанія» визнав його найкращим бізнесменом року у сфері шоубізнесу.
1 червня 2000 року створив рекорд-лейбл NOX Music (Національне об'єднане культурне співтовариство). Як керівник Nox Music займався продюсуванням і випуском альбомів російських артистів, проведенням презентацій альбомів, організацією концертів на великих концертних майданчиках. Певні етапи своєї творчої діяльності пов'язали з Йосипом Пригожиним таких виконавців як: Альона Свиридова, Наталія Власова, гітарист Дідюля, Олександр Маршал, Вахтанг Кікабідзе, Микола Носков, Крістіна Орбакайте, Філіп Кіркоров, група «Парк Горького», група «Король і Шут», група «Восьме березня», група «Дюна», група «Квартал», група «Сплін», група «Нічні снайпери», Маша Распутіна, Євген Осін, Авраам Руссо, Андрій Макаревич, Вікторія Морозова, Олександр Сєров, Олексій Глизін, Валерій Сюткін. Головною артисткою, яка представляє Nox Music, стала співачка Валерія. Зустріч з нею відбулася з 12 березня 2003 року, і вже 7 квітня того ж року вони підписали контракт про подальше співробітництво. У жовтні 2003 року Nox Music випустив новий альбом Валерії «Країна любові».
Уночі 24 листопада 2002 року на Пригожина було скоєно замах: на Тверській вулиці був підірваний його «Мерседес-220». Під час вибуху ніхто не постраждав.
У 2004 році став генеральним директором російського лейбла звукозапису REAL Records. У 2007 році — продюсер і ідейний натхненник програми «Ты суперстар!» на каналі «НТВ».
23 березня 2011 року подружжя в місті Перм відвідало тяжкохвору двома видами раку крові Ксенію Кисельову, а Валерія дала цього ж дня концерт на честь дівчинки. Після цього перм'яки в рамках благодійної витівки «Дедморозим!» зібрали на лікування дівчинки близько 12 млн рублів.
У вересні 2017 року Очолив телеканал «Авто Плюс».
У червні 2019 року став Найкращим продюсером десятиліття, на думку премії «МУЗ-ТВ».

### Громадська позиція
11 березня 2014 року підписав звернення діячів культури Російської Федерації на підтримку політики президента Російської Федерації В. В. Путіна в Україні та в Криму. Утім, у серпні 2016 року він заявив, що ні він, ні його дружина, співачка Валерія (справжнє ім’я — Алла Юріївна Перфілова), — не підписували жодних документів, які схвалюють окупацію Росією Криму.
У серпні 2015 року Служба безпеки України внесла Пригожина до списку діячів культури, дії яких створюють загрозу національній безпеці України.
У 2017 році нелегально перетнув державний кордон України.
Під час президентських виборів 2018 року був довіреною особою Володимира Путіна на четвертий термін. На виборах мера Москви у вересні 2018 року був довіреною особою переобраного мера Сергія Собяніна на третій термін.
25 березня 2023 року у ЗМІ широко поширився 35-хвилинний аудіозапис розмови між, імовірно, Йосипом Пригожиним і мільярдером Фархадом Ахмедовим. У записі обидва співрозмовники в нецензурній формі критикують керівництво Росії. 26 березня Пригожин виступив із заявою, що запис є «фейком» із використанням нейромереж.

### Критика
- Йосип Пригожин назвав солістів групи «Біс» «солоденькими педиками»[21]. Відверті образи з його боку на адресу інших людей стали предметом критики[22]. Пригожин відверто ображав Філіпа Кіркорова[23][24], Ксенію Собчак[25][26].
- Пригожин гостро сприймає будь-яку критику на адресу своєї дружини, ображаючи тих, хто її озвучує[27][28]. Відомий випадок, коли Пригожин побив журналіста, який звинуватив продюсера в піарі своєї дружини шляхом обману[27][29]. Подальший судовий розгляд стало резонансною подією[30].
- Журналіст Отар Кушанашвілі вкрай негативно відгукнувся про Пригожина[31]. Дуже емоційно Пригожина розкритикувала Лоліта Мілявська[32]. Авраам Руссо звинуватив Пригожина у кримінальних методах роботи[33]. Усі ці звинувачення Пригожин заперечує[34].
- У серпні 2015 року СБУ внесла Пригожина в список діячів культури, дії яких створюють загрозу національної безпеки України[35].

## Нагороди та премії
З 1994 року Йосип — член Асоціації музичних продюсерів, доктор Академії мистецтв альтернативних наук. У 1998 році удостоєний премії «Овація» як найкращий продюсер року. У тому ж році журнал «Компанія» визнав його «Найкращим бізнесменом року у сфері шоубізнесу.

## Санкції
7 січня 2023 року доданий до санкційного списку України.

## Особисте життя

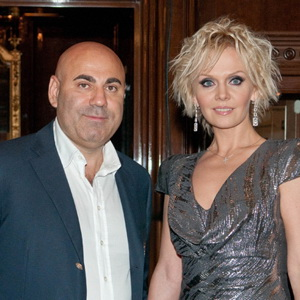
Йосип Пригожин і Валерія на церемонії Top Beauty Awards 2010 у готелі The Ritz-Carlton» 19 травня 2010 року

- Перша дружина Олена Євгенівна Пригожина (нар. 14 липня 1965) — домогосподарка, із забезпеченої сім'ї.
  - Син Дмитро Пригожин (нар. 22 квітня 1989 року)[38].
  - Дочка Даная Пригожина (нар. 4 березня 1997 року)[39].
- Друга громадянська дружина Лейла Фаттахова (прожили разом 7 років) — працювала менеджером по підбору артистів у компанії «Союз», потім стала власницею одного з PR-агентств Москви
  - дочка Єлизавета Пригожина (нар. 15 січня 1999)[40]
- Третя дружина Валерія[3][41]. Йосип вважає дітей Валерії рідними.

## Книги
У 2001 році у видавництві «АСТ» вийшла книга Йосипа Пригожина «Політика — вершина шоу-бізнесу».